# Anglio do dzieła
Anglio do dzieła (Carry on England) – brytyjska komedia filmowa z 1976 roku w reżyserii Geralda Thomasa. Jest dwudziestym ósmym filmem zrealizowanym w cyklu Cała naprzód i zarazem drugim rozgrywającym się w koszarach, po otwierającym serię Szeregowcu do dzieła z 1958 roku.

## Fabuła
Akcja filmu toczy się w 1940 roku, w zaangażowanej w II wojnę światową Anglii. Dowództwo artylerii brytyjskiej postanowiło jakiś czas wcześniej utworzyć kilka eksperymentalnych jednostek, w których mężczyźni służą ramię w ramię z kobietami, razem spędzają też niemal cały czas. Przynajmniej w jednej z nich pomysł ten nie sprawdził się najlepiej, bowiem zamiast skupiać się na szkoleniu bojowym, żołnierze obu płci oddają się amorom. Sfrustrowany dowódca popada w pijaństwo, zaś zdesperowany generał kieruje do jednostki jako jej nowego szefa kapitana Melly’ego. Jest to oficer niezbyt błyskotliwy, ale za to niezwykle surowy i zasadniczy. Wspólnie z despotycznym starszym sierżantem mają za zadanie zaprowadzenie w jednostce porządku i dyscypliny. Naturalnie napotyka to na zdecydowany opór podkomendnych.

## Obsada
- Kenneth Connor jako kapitan Melly
- Windsor Davies jako starszy sierżant Bloomer
- Patrick Mower jako sierżant Able (Zdolny)
- Judy Geeson jako sierżant Willing (Chętna)
- Jack Douglas jako szeregowy Ready (Gotowy)
- Diane Langton jako szeregowa Easy (Łatwa)
- Melvyn Hayes jako szeregowy Shorthouse
- Joan Sims jako szeregowa Ffoukes-Sharpe
- Peter Jones jako Brygadier
- Peter Butterworth jako major Carstairs

## Produkcja
Film został zrealizowany na terenie Pinewood Studios pod Londynem, będących stałym miejscem kręcenia wszystkich części Całej naprzód. Obraz luźno nawiązuje do przeżywającego wówczas szczyt swojej popularności serialu BBC It Ain’t Half Hot Mum, również rozgrywającego się wśród artylerzystów z czasów II wojny światowej, choć służących w armii kolonialnej w Indiach. W filmie wystąpiły dwie gwiazdy tego serialu, Windsor Davies i Melvyn Hayes, zaś ich filmowi bohaterowie bardzo przypominają postaci grane przez nich w serialu.